# Juan Pedro Toledo
Juan Pedro Toledo es un atleta mexicano, nacido el 17 de junio de 1978 en Huatabampo, Sonora.

## Trayectoria
Su especialidad son los 200 metros planos, entre su actuaciones más destacadas son dos medallas de oro en los Juegos Centroamericanos y del Caribe de Maracaibo 1998 y San Salvador 2002, así como una medalla de bronce en los 400 metros planos en San Salvador 2002.
Su mejores tiempos  son:
- 100mts          10"32 s          Toluca, Edo. Mex. 1997
- 200mts          20"40 s          Logrado en las eliminatorias de los 200 metros en los Juegos Olímpicos de Atenas, Grecia. En 2004, razón por la cual llamó a su segunda hija, Grecia.,[1]
- 300mts          32"86 seg           Sídney, Australia 2000
- 400mts         45"25  seg           México D.F. 2000

Medallas de oro en Juegos Deportivos Centroamericanos y del Caribe de Maracaibo ,Venezuela en 200mts. y San Salvador ,El Salvador 2002 en 200mts
Medallas de Oro en  los Campeonatos Iberoamericano de Huelva,España en el 2004 en 200mts. y Ponce ,Puerto Rico en el 2006 en 200mts.
Medalla de Bronce en  200mts en el Panamericano Juvenil de Atletismo en La Habana, Cuba en 1997.
Medalla de Plata en 400mts en el Evento Internacional Esperanzas Olímpicas en Varsovia Polonia en 1997.
10 veces campeón Nacional de Primera Fuerza en 200mts.
Deportista del Año del estado de Sonora 1994.
Entronizado al Salón de la Fama del Deportista Sonorense en el 2011.
2 veces campeón de baloncesto y jugador más valioso con el equipo Shonolla en Huatabampo, Sonora en el 2017 y 2018